# Ophioscion punctatissimus
Ophioscion punctatissimus es una especie de pez de la familia Sciaenidae en el orden de los Perciformes.

## Morfología
• Los machos pueden llegar alcanzar los 25 cm de longitud total.

## Alimentación
Come principalmente organismos  bentónicos.

## Hábitat
Es un pez de clima tropical y demersal.

## Distribución geográfica
Se encuentra en el Océano Atlántico occidental: Puerto Rico hasta el Brasil.

## Observaciones
Es inofensivo para los humanos.